# ویویان لوکت
ویویان لوکت (انگلیسی: Vivian Lockett; ۱۸ ژوئیهٔ ۱۸۸۰ – ۳۰ مهٔ ۱۹۶۲) چوگان‌باز اهل بریتانیا بود.